# Caryophyllia abrupta
Caryophyllia abrupta är en korallart som beskrevs av Stephen D. Cairns 1999. Caryophyllia abrupta ingår i släktet Caryophyllia och familjen Caryophylliidae. Inga underarter finns listade i Catalogue of Life.